# Jordi Masó
Jordi Masó Ribas, más conocido como Jordi Masó, (Fontcuberta, 19 de septiembre de 1992) es un futbolista español que juega de centrocampista en el U. E. Olot de la Segunda División B.

## Carrera deportiva
Jordi Masó comenzó su carrera deportiva en el Girona F. C., con el que debutó como profesional el 16 de abril de 2010, en un partido de Segunda División, que terminó con derrota por 0-4, frente al Levante U. D.
En verano de 2010 fichó por el F. C. Barcelona, siendo asignado a su equipo filial, con el que únicamente disputó un partido, el 4 de junio de 2011, frente al Rayo Vallecano, en la Segunda División.
En 2011 fichó por el U. E. Llagostera de la Segunda División B, logrando ascender Segunda División en la temporada 2013-14. Con el Llagostera disputó dos temporadas en Segunda, siendo titular en el club catalán, con el que disputó 58 partidos en la categoría, jugando en la posición de lateral derecho.
En 2017 abandonó el Llagostera para jugar en el U. E. Olot de la Segunda División B.

## Clubes
| Club             | País   | Año       |
| ---------------- | ------ | --------- |
| Girona F. C.     | España | 2010      |
| Barcelona B      | España | 2010-2011 |
| U. E. Llagostera | España | 2011-2017 |
| U. E. Olot       | España | 2017-Act. |